# Almaty Open
Almaty Open (fostul Astana Open) este un turneu de tenis profesionist, care are loc la Almaty, Kazahstan, anual, la sfârșitul lunii octombrie. Acesta a fost organizat în primul rând din cauza anulării multor turnee în timpul sezonului 2020, ca urmare a pandemiei de COVID-19.  În 2021, turneul s-a desfășurat ca un eveniment combinat, cu un turneu feminin jucat în săptămâna următoare celui masculin (ca parte a WTA Tour). A fost prima dată în istorie când un turneu ATP și unul WTA au avut loc în Kazahstan. Evenimentul WTA avea să fie întrerupt în anul următor. În 2024, turneul s-a mutat din locația sa inițială, Astana, la Almaty.

## Rezultate

### Simplu masculin
| An          | Campion          | Finalist           | Scor          |
| ----------- | ---------------- | ------------------ | ------------- |
| ↓ ATP 250 ↓ |                  |                    |               |
| 2020        | John Millman     | Adrian Mannarino   | 7–5, 6–1      |
| 2021        | Kwon Soon-woo    | James Duckworth    | 7–6(8–6), 6–3 |
| ↓ ATP 500 ↓ |                  |                    |               |
| 2022        | Novak Djokovic   | Stefanos Tsitsipas | 6–3, 6–4      |
| ↓ ATP 250 ↓ |                  |                    |               |
| 2023        | Adrian Mannarino | Sebastian Korda    | 4–6, 6–3, 6–2 |
| 2024        | Karen Haceanov   | Gabriel Diallo     | 6–2, 5–7, 6–3 |

### Simplu feminin
| An   | Campioană           | Finalistă        | Scor          |
| ---- | ------------------- | ---------------- | ------------- |
| 2021 | Alison Van Uytvanck | Yulia Putintseva | 1–6, 6–4, 6–3 |

### Dublu masculin
| An          | Campioni                                | Finaliști                           | Scor                   |
| ----------- | --------------------------------------- | ----------------------------------- | ---------------------- |
| ↓ ATP 250 ↓ |                                         |                                     |                        |
| 2020        | Sander Gillé Joran Vliegen              | Max Purcell Luke Saville            | 7–5, 6–3               |
| 2021        | Santiago González Andrés Molteni        | Jonathan Erlich Andrei Vasilevski   | 6–1, 6–2               |
| ↓ ATP 500 ↓ |                                         |                                     |                        |
| 2022        | Nikola Mektić Mate Pavić                | Adrian Mannarino Fabrice Martin     | 6–4, 6–2               |
| ↓ ATP 250 ↓ |                                         |                                     |                        |
| 2023        | Nathaniel Lammons Jackson Withrow       | Mate Pavić John Peers               | 7–6(7–4), 7–6(9–7)     |
| 2024        | Rithvik Choudary Bollipalli Arjun Kadhe | Nicolás Barrientos Skander Mansouri | 3–6, 7–6(7–3), [14–12] |

### Dublu feminin
| An   | Campioane                           | Finaliste                            | Scor             |
| ---- | ----------------------------------- | ------------------------------------ | ---------------- |
| 2021 | Anna-Lena Friedsam Monica Niculescu | Angelina Gabueva Anastasia Zakharova | 6–2, 4–6, [10–5] |